# Sound Blaster 16
Los Sound Blaster 16 son una serie de chips de sonido para computadoras, fueron lanzados en junio de 1992 y fue diseñado por Creative.
Son conocidos por haber sido los sucesores del Sound Blaster Pro y usarse en la mayoría de juegos de los 90 y 80.
La característica principal del chip fue su muestreo digital de 16 bits y síntesis de MIDI con calidad de CD (por eso su nombre), También podía sintetizar voz por hardware a través del software TextAssist, Además de tener capacidad de espacialización de audio (QSound) para la reproducción de ondas digitales y compresión y descompresión de audio PCM.

## Caracteríscas Técnicas
- Sonido de 16 bits con calidad CD
- ASP: Núcleo DSP SGS-Thomson ST18932 con 16k de RAM de Programa y 8k de RAM de datos
- Amplificador IC TEA2025
- Conexión mediante entrada ISA o PCI

## Recepción
CGW declaró en 1993:

"No estábamos impresionados con la calidad de Audio digital"

Informando de "pops" y ruido adicional, además de incompatibilidad completa con Sound Blaster.
En cambio, la revista recomendó el Sound Blaster Pro "casi infalible" o el Sound Blaster Original